# Jan Evangelista

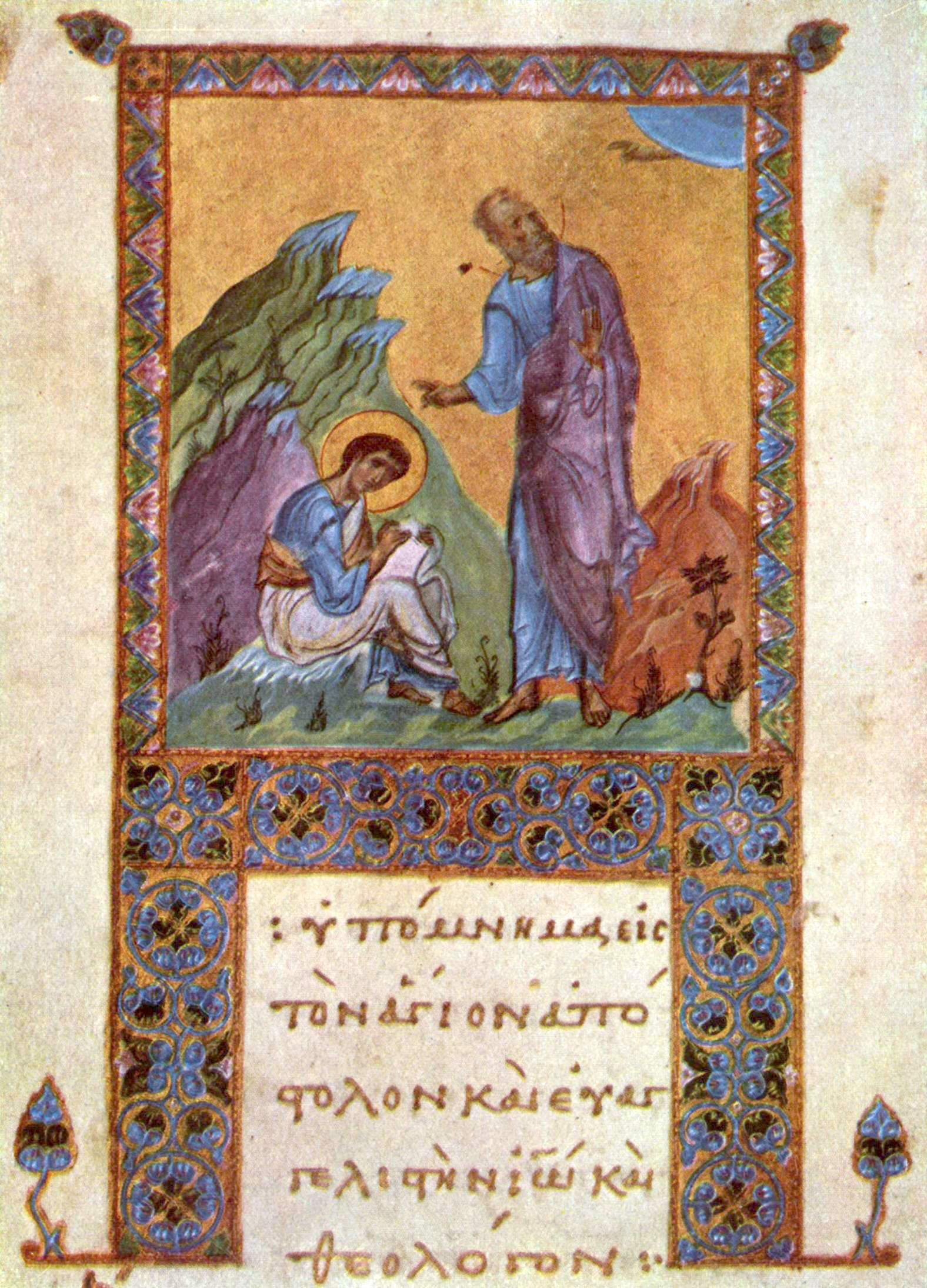
Jan Evangelista na byzantském pergamenu, kolem roku 1100

Svatý Jan Evangelista, apoštol a evangelista († asi 100, hebrejsky יוחנן Bůh je milosrdný). Často je nazýván také „Jan od Latinské brány“. Ve východní církevní tradici je také označován jako „Jan Teolog“ (řecky Ιωάννης Θεολόγος),
Apoštol Pavel jednou nazval Jana spolu s Petrem a Jakubem „sloupy církve“. Dle čtvrtého evangelia je Jan učedník, „kterého Ježíš miloval“. Proto bývá někdy označován jako „miláček Páně“.
Je považován za autora čtvrtého kanonického evangelia, tj. Evangelia podle Jana, a také za autora tří Janových listů a Zjevení. V historicko-kritickém výzkumu je ale tento tradiční pohled kontroverzní.

## Patron
Je patronem teologů, úředníků, notářů, sochařů, malířů, písařů, spisovatelů, knihkupců, knihtiskářů, vázačů knih, výrobců papíru, vinařů, řezníků, sedlářů, výrobců zrcadel, rytců, svíčkařů a košíkářů, přátelství, proti otravám, spáleninám, bolestem nohou, padoucnici, krupobití, za dobrou úrodu.

## Znázorňování
Jan je znázorňován buď jako stařec (spíše ve východním umění), nebo jako mladý muž (v západním umění).
Symbolem sv. Jana je orel, některá jeho vyobrazení mají orlí hlavu nebo křídla. Tento symbol mu byl připsán pro jeho vysokou teologii na začátku evangelia.
Dalším jeho atributem je číše s vínem. Ta odkazuje na legendu, podle které mu byla podána číše s otráveným vínem. Jan ji požehnal a poté vypil, avšak jed neúčinkoval. Proto se v den svátku sv. Jana tradičně světí víno.

## Rodina
Podle biblického podání byl apoštol Jan synem Zebedeovým a bratrem Jakuba. Ústní podání jmenuje jeho matku Salome. Byl bratrancem Ježíše Krista z matčiny strany. Původně byl rybářem na Genezaretském jezeře. Nejprve byl učedníkem Jana Křtitele a později jedním z dvanácti učedníků – apoštolů – Ježíše Krista, který jej poté těsně před smrtí na kříži označil za syna své matky Marie. Spolu s Petrovým bratrem Ondřejem byl prvním Ježíšovým učedníkem a později patřil s Petrem a bratrem Jakubem mezi Ježíšovy nejbližší apoštoly.

## Život

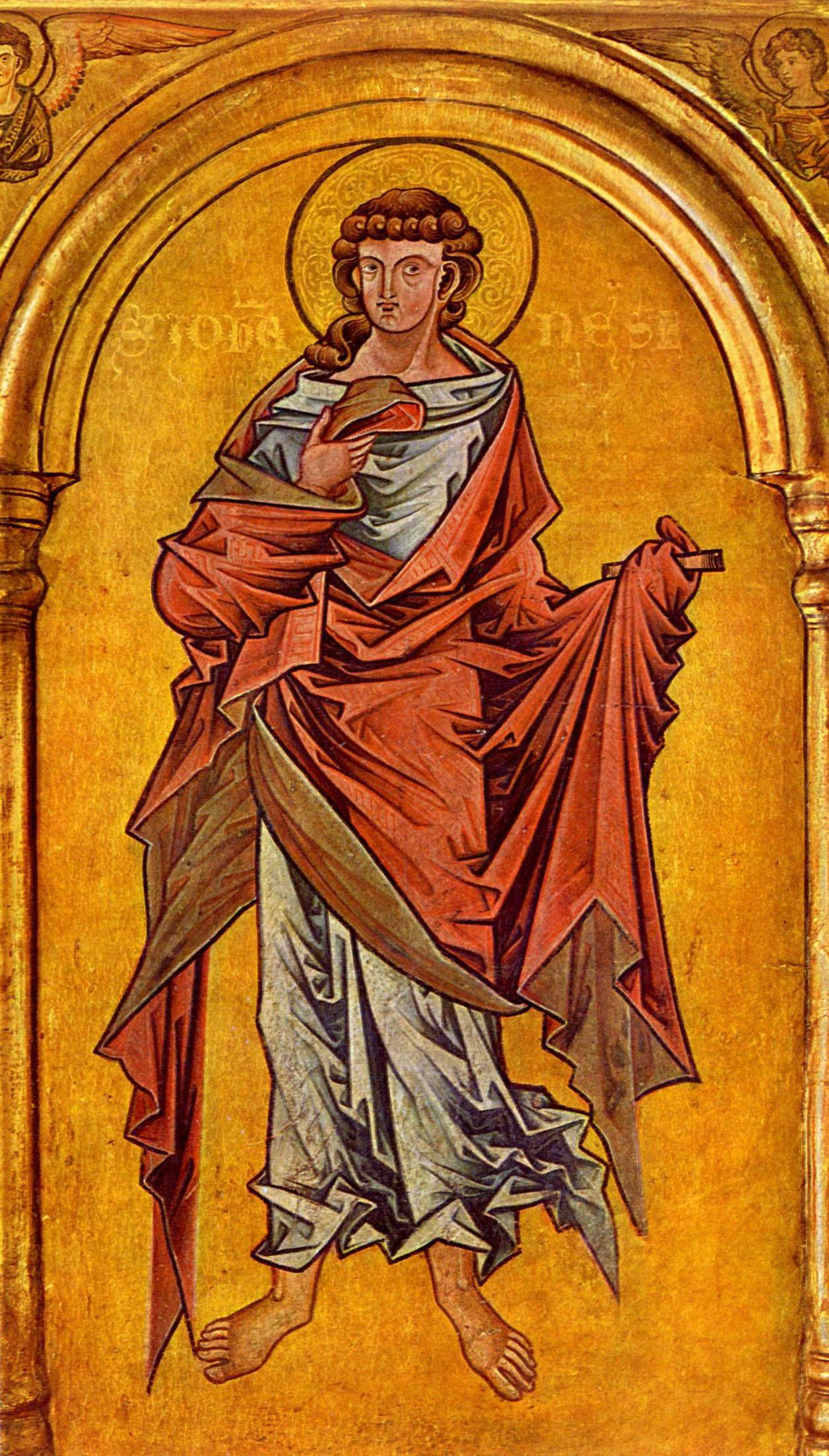
Sv. Jan na oltářním obrazu vestfálského mistra z pol. 13. století

Podle církevní tradice přišel Jan kolem r. 69 do Efezu, odkud pak vedl všechny církevní obce, které předtím založil. V roce 95 byl prý zatčen císařem Domiciánem, krutým pronásledovatelem křesťanů. Po strašném mučení nařídil Domicián, aby Jana vhodili do kotle s vroucím olejem. Podle legendy se prý však olej změnil v občerstvující lázeň, z níž Jan vystoupil posílen. Když se to dozvěděl Domicián, zalekl se natolik, že nechal Jana poslat do vyhnanství na ostrov Patmos. Zde napsal knihu Zjevení Janovo. Když Domicián zemřel, vrátil se Jan do Efezu a tam napsal své evangelium. Podle tradice byl učitelem sv. Polykarpa, kterého ustanovil biskupem ve Smyrně. Zemřel okolo roku 101 ve vysokém věku. Stal se jediným apoštolem, který zemřel přirozenou smrtí. O tom, kde je pohřben nebo kde zůstaly jeho ostatky, není nic spolehlivě známo. Některé prameny říkají, že byl pohřben na pahorku u Efezu, kde byla kolem jeho předpokládaného hrobu vybudována Bazilika sv. Jana.

## Uznávání
Jako světec je uctíván všemi křesťanskými církvemi s kultem svatých.
Moderní textová kritika si klade otázku, zda je tento Jan skutečným autorem Janova evangelia a dalších tzv. Janových spisů v Novém zákoně: Prvního, Druhého a Třetího listu Janova a Zjevení sv. Jana.

## Svátek sv. Jana
Oslava svátku sv. Jana spadá v západní liturgické tradici do vánočního cyklu, neboť se slaví 27. prosince (ve východním křesťanství 26. září). Tradičně je svátek spojen s žehnáním vína (při jeho pití se pak říkává: „Piji lásku svatého Jana.“), neboť právě apoštol Jan uvádí ve svém 1. listu, že „Bůh je láska“ (4,9.16).